# Giuseppe Finzi (1936)
| «Джузеппе Фінці»                                                             | «Джузеппе Фінці» | «Джузеппе Фінці» |
| ---------------------------------------------------------------------------- | --- | --- |
| Giuseppe Finzi                                                               | | |
|                                                                              | | |
| Італійський підводний човен «Енріко Таццолі», однотипний з «Джузеппе Фінці»  | | |
| Верф                                                                         | Oderno-Terni-Orlando, Ла-Спеція | Oderno-Terni-Orlando, Ла-Спеція |
| Під прапором                                                                 | Королівство Італія | Королівство Італія |
| Належність                                                                   | Королівські військово-морські сили Італії                                                                                                   | Королівські військово-морські сили Італії                                                                                                   |
| Порт приписки                                                                | Массауа | Массауа |
| На честь                                                                     | Джузеппе Фінці — італійського патріота і політика XIX століття                                                                              | Джузеппе Фінці — італійського патріота і політика XIX століття                                                                              |
| Закладений                                                                   | 20 липня 1932 | 20 липня 1932 |
| Спуск на воду                                                                | 29 червня 1935 | 29 червня 1935 |
| Введений до складу флоту                                                     | 8 січня 1936 | 8 січня 1936 |
| На службі                                                                    | 1936—1944 | 1936—1944 |
| Загибель                                                                     | 25 серпня 1944 року затоплений у Ле-Вердон-сюр-Мер, щоб запобігти його захопленню союзниками                                                | 25 серпня 1944 року затоплений у Ле-Вердон-сюр-Мер, щоб запобігти його захопленню союзниками                                                |
| Сучасний статус                                                              | 9 вересня 1943 року захоплений німцями, коли Італія здалася союзникам; перейменований на UIT21 на німецькій службі                          | 9 вересня 1943 року захоплений німцями, коли Італія здалася союзникам; перейменований на UIT21 на німецькій службі                          |
| Бойовий досвід                                                               | Громадянська війна в Іспанії Друга світова війна Битва за Атлантику Середземномор'я                                                         | Громадянська війна в Іспанії Друга світова війна Битва за Атлантику Середземномор'я                                                         |
| Проєкт                                                                       | | |
| Тип ПЧ                                                                       | торпедний ДПЧ | торпедний ДПЧ |
| Основні характеристики                                                       | | |
| Швидкість (надводна)                                                         | 16,8 вузлів (31,1 км/год) | 16,8 вузлів (31,1 км/год) |
| Швидкість (підводна)                                                         | 7,4 вузлів (13,7 км/год) | 7,4 вузлів (13,7 км/год) |
| Робоча глибина занурення                                                     | 90 м | 90 м |
| Гранична глибина занурення                                                   | 100 м | 100 м |
| Дальність плавання                                                           | 9 000 миль (16 000 км) на швидкості 7,8 вузлів у надводному положенні 90 милі (150 км) на швидкості 4 вузли (7,4 км) у підводному положенні | 9 000 миль (16 000 км) на швидкості 7,8 вузлів у надводному положенні 90 милі (150 км) на швидкості 4 вузли (7,4 км) у підводному положенні |
| Екіпаж                                                                       | 77 офіцерів та матросів | 77 офіцерів та матросів |
| Розміри                                                                      | | |
| Довжина найбільша (по КВЛ)                                                   | 84,3 м | 84,3 м |
| Ширина корпусу найб.                                                         | 7,7 м | 7,7 м |
| Середня осадка (по КВЛ)                                                      | 5,2 м | 5,2 м |
| Водотоннажність надводна                                                     | 1549 тонн | 1549 тонн |
| Силова установка                                                             | | |
| дизель-електрична; 2 × дизельних двигуни Fiat 2 × електродвигуни San Giorgio | | |
| Гвинти                                                                       | 2 | 2 |
| Потужність                                                                   | 2 × 2 200 к. с. (дизелі) 2 × 900 к. с. (електродвигуни)                                                                                     | 2 × 2 200 к. с. (дизелі) 2 × 900 к. с. (електродвигуни)                                                                                     |
| Озброєння                                                                    | | |
| Артилерія                                                                    | 2 (2 × 1) 120-мм корабельні гармати OTO 1931                                                                                                | 2 (2 × 1) 120-мм корабельні гармати OTO 1931                                                                                                |
| Торпедно- мінне озброєння                                                    | 8 × 533-мм торпедних апаратів | 8 × 533-мм торпедних апаратів |
| ППО                                                                          | 2 × 12,7-мм зенітних кулемети Breda Model 1931                                                                                              | 2 × 12,7-мм зенітних кулемети Breda Model 1931                                                                                              |

«Джузеппе Фінці» (італ. Giuseppe Finzi) — військовий корабель, великий підводний човен типу «Кальві» Королівських ВМС Італії за часів Другої світової війни. «Джузеппе Фінці» був закладений 20 липня 1932 року на верфі компанії Oderno-Terni-Orlando у Ла-Спеції. 29 червня 1935 року він був спущений на воду, а 8 січня 1936 року увійшов до складу Королівських ВМС Італії.

## Історія служби

### Громадянська війна в Іспанії
«Джузеппе Фінці» брав участь у громадянській війні в Іспанії, діючи на боці іспанських націоналістів.
15 серпня 1937 року човен під командуванням капітана корвета Альвізе Мініо Палуельо (італ. Alvise Minio Paluello) діяв у призначеній операційній зоні біля узбережжя Валенсії. 20 серпня 1937 року він провів атаку двома торпедами на два республіканські есмінці типу «Альседо». Атака не увінчалася успіхом, а човен був контратакований серією глибинних бомб, які трохи пошкодили перископ човна.

### Друга світова
На початку Другої світової війни «Джузеппе Фінці» була одним із перших італійських підводних човнів, відправлених до Атлантики для спільних дій у взаємодії з німецькими субмаринами. 5 червня 1940 (за 5 днів до офіційного оголошення війни) човен під командуванням капітана корвета Альберто Домінічі вийшов з порту Кальярі на Сардинії й діяв у зоні патрулювання біля Канарських островів. У ніч на 12 червня, наближаючись до мису Альміна, човен був атакований британськи есмінцем «Вотчмен». Місія, незважаючи на відсутність бойових результатів, стала корисною для оцінки британської оборонної системи.
Повернувшись до Італії, «Джузеппе Фінці» був включений до складу італійського угруповання підводних човнів, які переводилися на нещодавно створену атлантичну базу BETASOM у Бордо. 29 вересня човен прибув до Бордо.
Починаючи з жовтня 1940 року, «Джузеппе Фінці» здійснив низку бойових походів в Атлантичний океан. Під час шостого патрулювання з 7 по 29 грудня 1941 року «П'єтро Кальві», «Джузеппе Фінці» та «Енріко Таццолі» врятували моряків затонулого німецького торгового рейдера «Атлантіс». 6 лютого 1942 року підводний човен відплив для операції «Нойланд»
16 березня 1942 року в ході цієї операції, яка проводилася Крігсмаріне в Карибському морі, і до якої приєдналися п'ять італійських підводних човнів і діяли переважно на атлантичних підходах до Малих Антильських островів. «Морозіні» потопив Stangarth, Oscilla і Peder Bogen. ПЧ «Енріко Таццолі» знищив Cygnet і нафтовий танкер Athelqueen. «Джузеппе Фінчі» торпедував Skane, Melpomere і Charles Racine. «Леонардо да Вінчі» — Everasma і нейтральний бразильський Cabadelo. «Луїджі Тореллі» потопив Scottish Star і Esso Copenhagen. 31 березня човен повернувся на базу. 
З 6 червня по 18 серпня 1942 року італійський човен знову діяв у Карибському морі. 26 листопада 1942 року «Джузеппе Фінці» відплив для дев'ятого патрулювання до Бразилії; але через механічні проблеми повернувся на базу 10 грудня. 9 вересня 1943 року, коли Італія капітулювала перед союзниками човен був захоплений німцями. Його перейменували на німецькій службі на UIT-21, 25 серпня 1944 року він був затоплений у Ле-Вердон-сюр-Мер, щоб запобігти його захоплення наступаючими військами союзників.